# Sherab Wangchuck
Sherab Wangchuck foi um Desi Druk do Reino do Butão, reinou de 1744 até 1763. Foi antecedido no trono por Ngawang Gyaltshen, tendo-lhe seguido Druk Phuntsho.